# 肖壩崖墓
肖壩崖墓位於四川省乐山市市中区绿心街道大田社区，分布在南至黃沙灣、北至象鼻嘴、西至虎頭山、東至賴子灣的紅砂石山崖。共有崖墓556座。其時代多屬東漢。其形制，可分單室墓、前後雙室墓和多室墓3類型。肖壩崖墓中，約100座有石刻，多見於前後雙室和多室墓。
1956年8月16日公佈為四川省第一批歷史及革命文物保護單位。1980年7月7日重新公佈為四川省第一批文物保護單位。